# NKポモラツ1921
NKポモラツ1921（NK Pomorac 1921）は、クロアチアのプリモリェ＝ゴルスキ・コタル郡コストレナをホームタウンとするサッカークラブである。

## 歴史
1921年5月にŠKヤドラン (Športski klub Jadran) として創設され、1933年に正式に登録された。第二次世界大戦後はFDプリモラツ (FD Primorac) の一部になっていたが、1946年9月21日にポモラツ (Pomorac) として独立した。
クロアチア独立後は2001年にプルヴァHNLに初昇格し、2003年まで所属した。2001-02シーズンはフルヴァツキ・ノゴメトニ・クプで準決勝に進出したが、NKヴァルテクス・ヴァラジュディンに敗れて決勝進出を逃した。2002-03シーズンは入れ替え戦でNKインテル・ザプレシッチに敗れてドルガHNLに降格した。降格後はドルガHNLで長い時間を過ごした。
2009-10シーズンにドルガHNLで2位、2010-11シーズンに3位になったが、共にプルヴァHNLのライセンスを付与されず昇格できなかった。2011-12シーズンは大部分で首位に立っていたが、最終的に2位に終わった。優勝したNKドゥゴポリェがライセンスの申請を取り下げ、NKポモラツなど上位チームも申請を行わなかったため、昇格するチームはなかった。
2014年に負債のためにドルガHNLから除外された。同年に解散し、新しくポモラツ1921 (Pomorac 1921) が創設された。また、同年までHNKリエカと提携関係にあった。
2017年にシニアチームが再編成されて郡2部リーグのドルガŽNLに参加した。2017-18シーズンにドルガŽNLで優勝して最初のタイトルを獲得、プルヴァŽNLに昇格した。